# Blaisy
Blaisy ist eine französische Gemeinde mit 67 Einwohnern (Stand 1. Januar 2022) im Département Haute-Marne in der Region Grand Est. Sie gehört zum Arrondissement Chaumont und zum Kanton Châteauvillain. Die Einwohner werden Blaisois(es) genannt.
Die Gemeinde erhielt 2022 die Auszeichnung „Zwei Blumen“, die vom Conseil national des villes et villages fleuris (CNVVF) im Rahmen des jährlichen Wettbewerbs der blumengeschmückten Städte und Dörfer verliehen wird.

## Lage
Blaisy liegt am Fluss Blaise rund 70 Kilometer ostsüdöstlich von Troyes und zwölf Kilometer nordwestlich von Chaumont im Westen des Départements Haute-Marne.

## Geschichte
Die Gemeinde gehörte von 1793 bis 1801 zum Distrikt Chaumont. Seit 1801 ist sie Teil des Arrondissements Chaumont. Von 1793 bis 2015 gehörte Blaisy zudem zum Kanton Juzennecourt.

## Bevölkerung
| Jahr                       | 1962 | 1968 | 1975 | 1982 | 1990 | 1999 | 2006 | 2012 | 2019 |
| Einwohner                  | 53   | 46   | 53   | 63   | 73   | 64   | 84   | 78   | 73   |
| Quellen: Cassini und INSEE |      |      |      |      |      |      |      |      |      |

## Sehenswürdigkeiten
- Dorfkirche Saint-Martin (älteste Teile aus dem 12. Jahrhundert)[2]
- Friedhofskreuz, seit 1929 als Monument historique eingeschrieben[3]
- Gedenkplatte für die Gefallenen[4]
- Lavoir (Waschhaus)
- Wassermühle aus dem 19. Jahrhundert im Weiler Le Fourneau

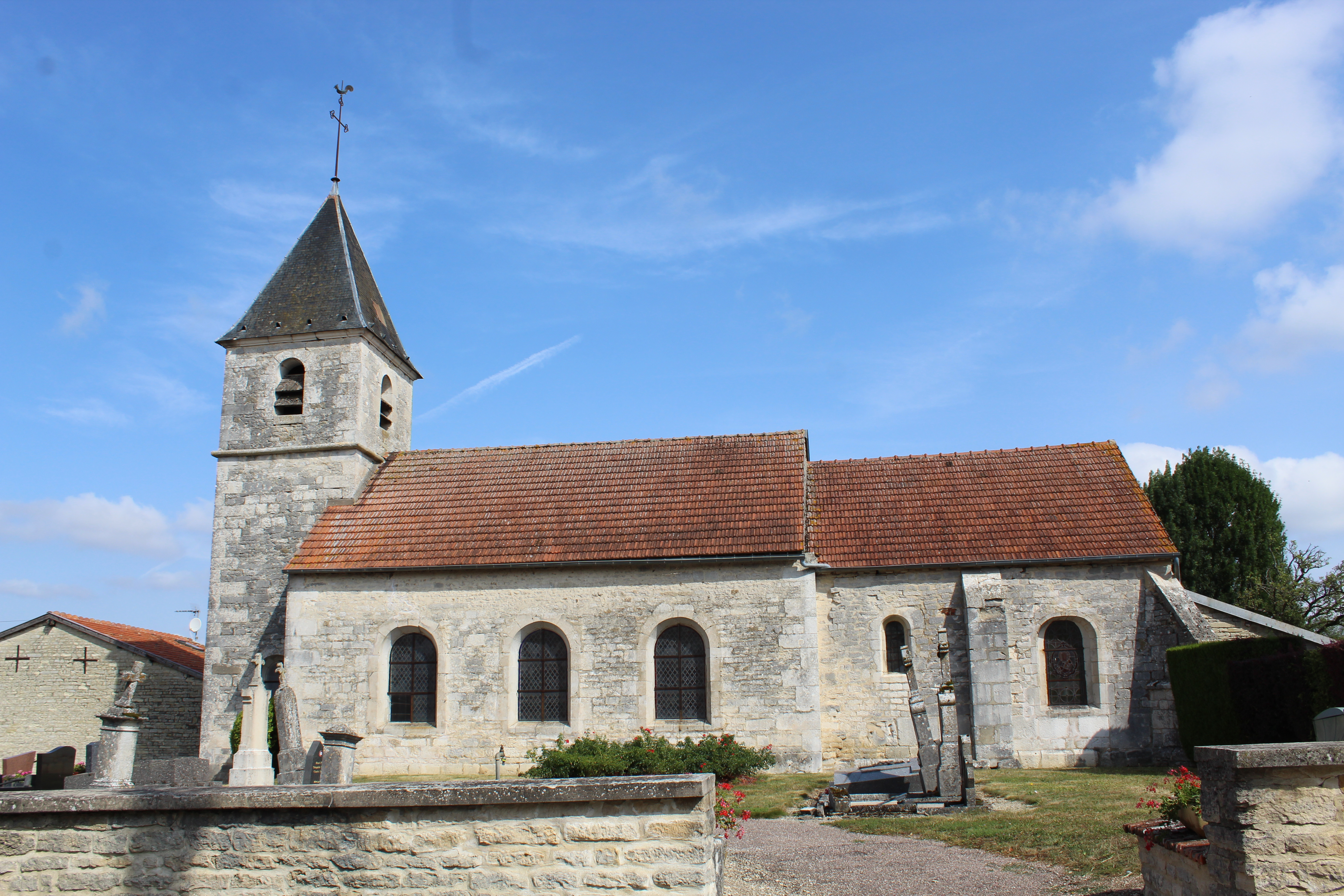
Kirche Saint-Martin
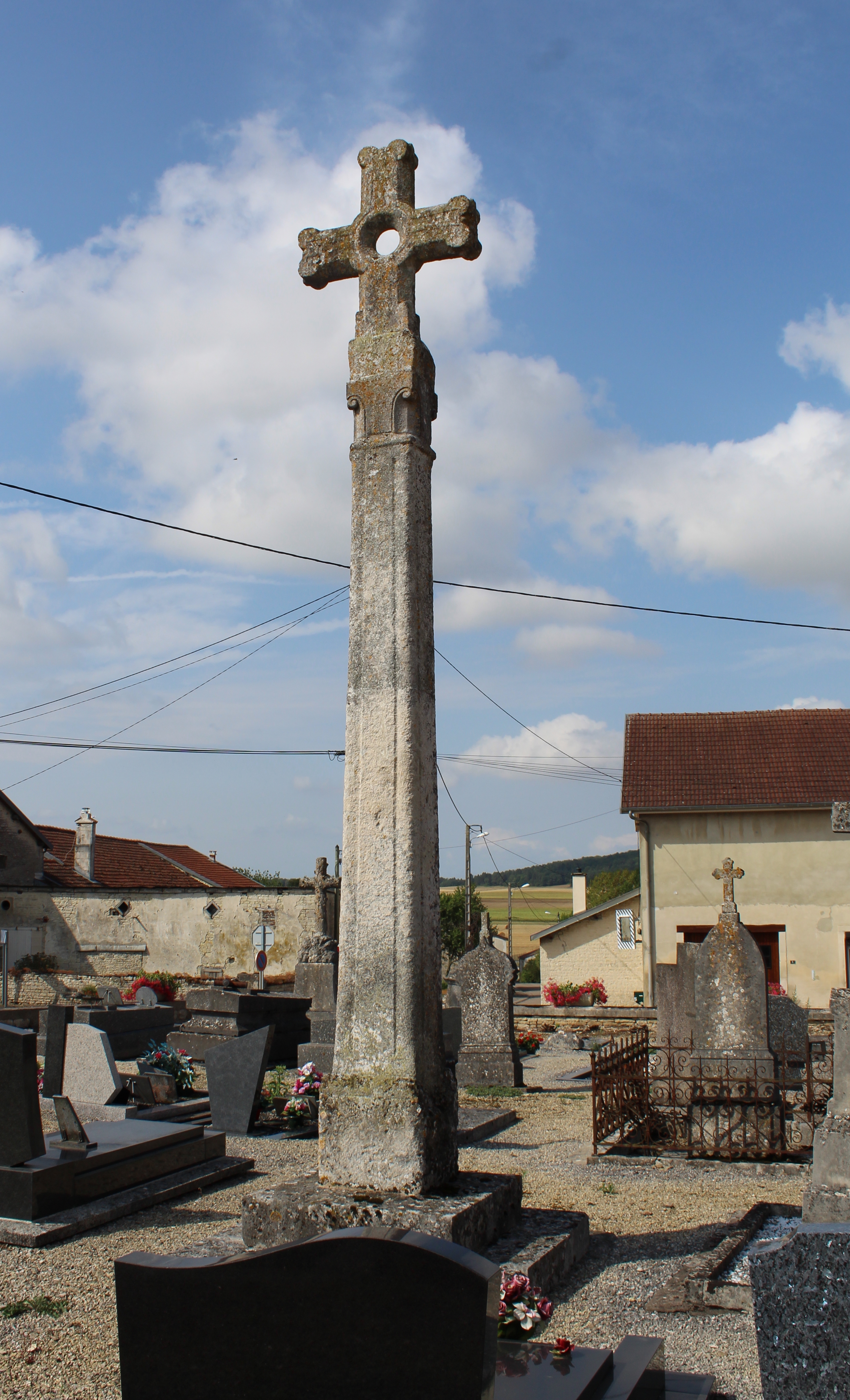
Friedhofskreuz